# Tres vidas errantes
Tres vidas errantes es una película de 1960 que narra la historia de una familia australiana dividida entre los deseos paternos de continuar con su vida nomáda dedicándose a la cría de ovejas y los deseos del resto de la familia de establecerse en un lugar definitivo. La película está protagonizada por Deborah Kerr, Robert Mitchum y Peter Ustinov, con un reparto en el que están incluidos Glynis Johns, Dina Merrill, Michael Anderson, Jr. y Chips Rafferty.
La película fue adaptada por Isobel Lennart a partir de la novela de Jon Cleary y dirigida por Fred Zinnemann.
Tres vidas errantes fue candidata a los Premios Óscar en las categorías de mejor actriz (Deborah Kerr), mejor actriz de reparto (Glynis Johns), mejor dirección, mejor película y mejor guion adaptado.
La película se rodó en localizaciones del estado australiano de Nueva Gales del Sur.

## Reparto
- Deborah Kerr			... 	Ida Carmody
- Robert Mitchum			... 	Paddy Carmody
- Peter Ustinov			... 	Rupert Venneker
- Glynis Johns			... 	Mrs. Firth
- Dina Merrill			... 	Jean Halstead
- Chips Rafferty			... 	Quinlan
- Michael Anderson, Jr.	... 	Sean Carmody
- Lola Brooks					... 	Liz Brown
- Wylie Watson				... 	Herb Johnson
- John Meillon				... 	Bluey Brown
- Ronald Fraser				... 	Ocker
- Gerry Duggan				... 	Esquilador
- Leonard Teale				... 	Esquilador
- Peter Carver				... 	Esquilador
- Dick Bentley			... 	Esquilador